# Staurophlebia
Genre
Staurophlebia est un genre de libellules de la famille des Aeshnidae (sous-ordre des Anisoptères).

## Liste d'espèces
Selon ITIS (28 octobre 2020) :
- Staurophlebia auca Kennedy, 1937
- Staurophlebia bosqi Navás, 1927
- Staurophlebia gigantula Martin, 1909
- Staurophlebia reticulata (Burmeister, 1839)
- Staurophlebia wayana Geijskes, 1959